# Großsteingräber bei Nipmerow
Die Großsteingräber bei Nipmerow waren fünf megalithische Grabanlagen der jungsteinzeitlichen Trichterbecherkultur (TBK) in der Umgebung von Nipmerow, einem Ortsteil der Gemeinde Lohme im Landkreis Vorpommern-Rügen (Mecklenburg-Vorpommern). Vier dieser Gräber wurden bereits im 19. Jahrhundert zerstört. Das fünfte Grab wurde ursprünglich für einen Grabhügel gehalten und erst bei einer Ausgrabung 1983 als Großsteingrab erkannt. Es wird auch als Magelowberg bezeichnet. Bei ihm handelt es sich um das einzige bekannte Ganggrab auf Rügen. Bereits in der Jungsteinzeit wurde es umgebaut und während der Eisenzeit sowie in slawischer Zeit für Nachbestattungen benutzt.

## Lage
Das erhaltene Grab liegt im Norden der Halbinsel Jasmund, nordöstlich von Nipmerow, östlich der nach Lohme führenden Straße. In der näheren Umgebung gibt es zahlreiche weitere Großsteingräber: So liegen 900 m südöstlich die beiden Großsteingräber bei Hagen-Stubnitz und 1,4 km nordöstlich das Großsteingrab Ranzow. Etwa 2,3 km südwestlich lagen die heute zerstörten Großsteingräber bei Wesselin. Darüber hinaus birgt die Halbinsel Jasmund zahlreiche Grabhügel.

## Forschungsgeschichte
Auf den detaillierten Matrikelkarten der Gegend um Nipmerow, die zwischen 1692 und 1709 im Zuge der schwedischen Landesaufnahme von Vorpommern angefertigt wurden, scheinen bereits einige der Anlagen verzeichnet zu sein. Eine erste Beschreibung von vier Gräbern erfolgte 1829 durch Friedrich von Hagenow. Seine Forschungen wurden 1904 von Rudolf Baier veröffentlicht. Da diese Gräber mittlerweile zerstört worden waren, blieben sie von Ernst Sprockhoff unberücksichtigt, der 1931 die Großsteingräber Rügens für seinen Atlas der Megalithgräber Deutschlands dokumentierte. Das fünfte Grab war ihm noch unbekannt. Es wurde erstmals 1973 durch Willi Lampe in einer Denkmalliste erfasst, allerdings irrtümlich für einen bronzezeitlichen Grabhügel gehalten, da die Grabkammer fast vollständig mit Erde bedeckt war. Bei einer Begutachtung der Anlage im Sommer 1976 stellte er fest, dass sie durch Kiesabbau stark gefährdet war. Aus diesem Grund wurde eine archäologische Ausgrabung eingeleitet.
Der Hügel wurde im Winter 1982 zunächst vom Baumbewuchs befreit. Die eigentliche Grabung fand im August 1983 unter der Leitung von Günter Rennebach statt. Als Grabungsarbeiter kamen ehrenamtliche Bodendenkmalpfleger sowie einige Schüler aus Lohme zum Einsatz. Da nach wie vor davon ausgegangen wurde, dass es sich um einen Grabhügel handelte, wurde die Anlage zunächst auch wie ein solcher mittels Quadrantenmethode ergraben. Erst im Laufe der Arbeiten wurde eine jungsteinzeitliche megalithische Grabkammer entdeckt.

## Beschreibung

### Das erhaltene Grab 5

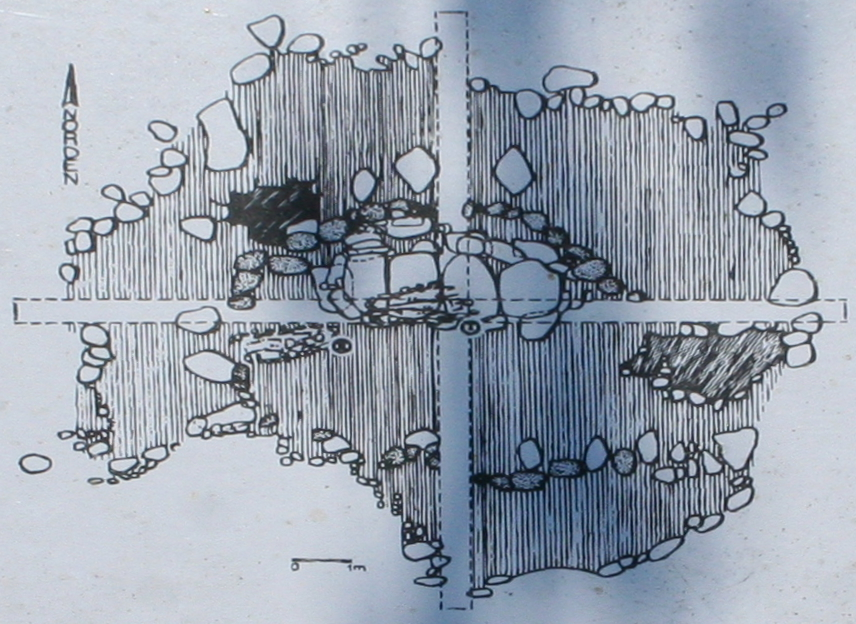
Grundriss des Grabes

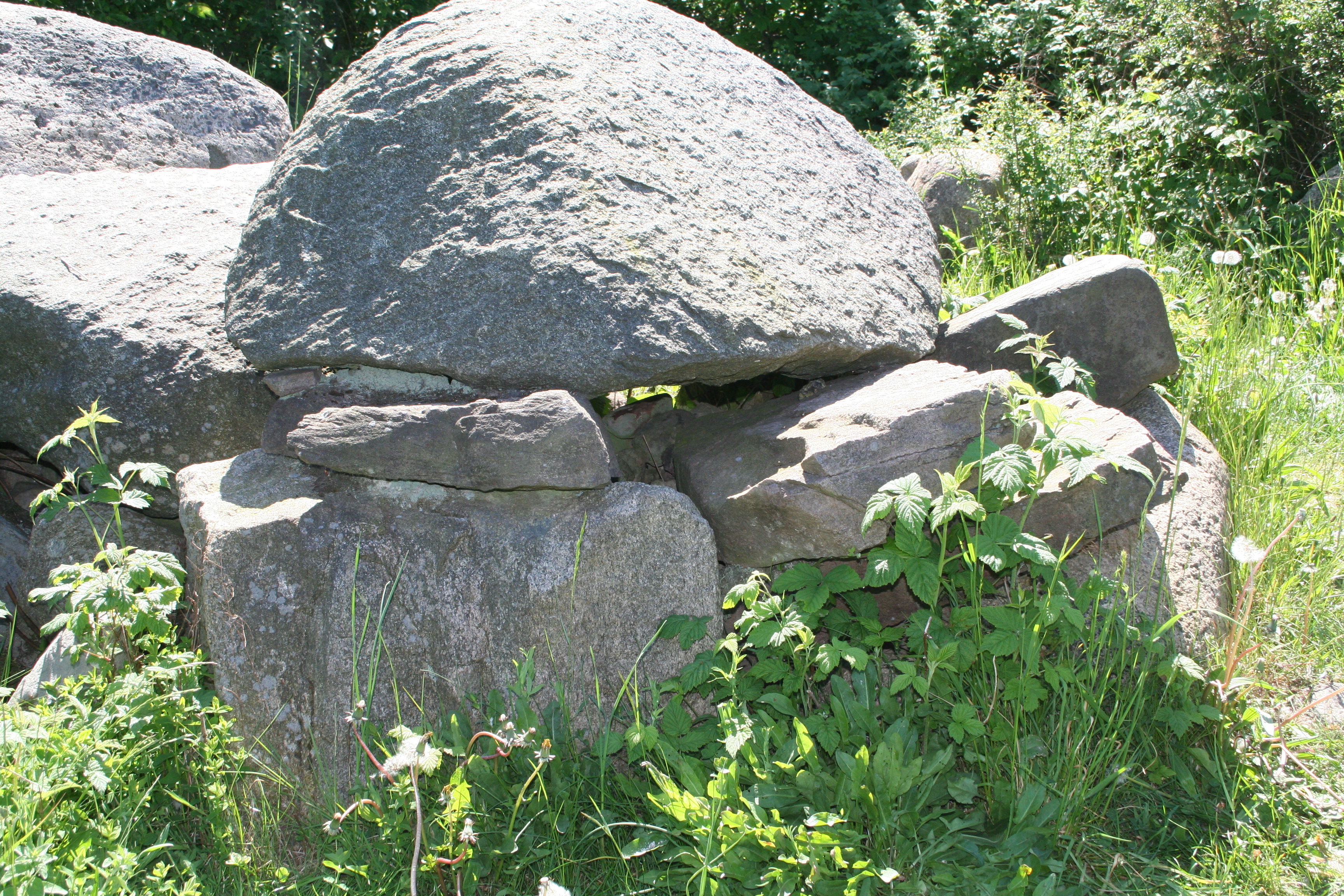
Detail des Mauerwerks

#### Das jungsteinzeitliche Großsteingrab
Das Grab wurde auf einer leichten Bodenwelle errichtet und bestand zunächst aus einem ost-westlich orientierten, rechteckigen Hünenbett mit einer Länge von 11 m und einer Breite von 7 m. In diesem wurde die Grabkammer errichtet. In einer zweiten Bauphase wurden Hünenbett und Grabkammer mit einer runden Hügelschüttung von 15 m Durchmesser umgeben. Wie auch das Hünenbett wies diese eine steinerne Umfassung auf. Im Bereich zwischen der Begrenzung des Hünenbetts und der in den Boden eingetieften Grabkammer wurde ein Pflaster aus Rollsteinen festgestellt. Die runde Hügelschüttung bestand aus humushaltigem Mergel, der mit großen Steinen durchsetzt war. Darauf folgte eine Humusschicht.
Die Grabkammer ist ost-westlich orientiert. Sie hat eine Länge von 4,0 m, eine Breite von 1,6 m und eine Höhe von 1,1 m. Sie besitzt vier Wandsteine an der südlichen Langseite und je einen Abschlussstein an den Schmalseiten. Die nördliche Langseite weist drei Wandsteine sowie eine schmale Platte auf. An diese Platte und den westlichen Wandstein schließen sich zwei Gangsteine an. Die Wandsteine stehen recht weit auseinander. Ihre Zwischenräume waren mit Granitplatten und Rollsteinen ausgefüllt, womit teilweise auch die vier Decksteine abgestützt wurden. Der Gang hat eine Höhe von 0,6 m und war mit mehreren Granitplatten abgedeckt. Die an die Grabkammer angrenzende Platte war in die Kammer gerutscht und hatte sich dort verkeilt. Des Weiteren war der Gang mit Rollsteinen aufgefüllt. Insgesamt machte die Grabkammer auf die Ausgräber einen weniger sorgfältigen Eindruck als die in den Jahren zuvor untersuchten Großdolmen auf Rügen, etwa die Gräber bei Burtevitz oder Lancken-Granitz.
Das Innere der Grabkammer war bis unter die Decke mit sandig-mergeligem Boden aufgefüllt, der aber keine Funde enthielt. Die Fundschicht begann erst 25 cm über dem Boden. Nur der Gang wies ein Pflaster auf, der Boden der Grabkammer bestand lediglich aus gestampftem Mergel. Eine Einteilung der Kammer in Quartiere konnte nicht festgestellt werden.
Die Beigaben waren über den gesamten Boden der Grabkammer und des Ganges verteilt. Hierzu gehörten zahlreiche Keramikgefäße (doppelkonische Gefäße, tonnenförmige Gefäße, konische Schalen, Näpfe und Töpfe), Steingeräte (mehrere Beile, ein vollständig und ein bruchstückhaft erhaltener Meißel sowie zwei sogenannte Krähensteine), Feuerstein-Geräte (ein Blattdolch, Klingen, Schaber und querschneidige Pfeilspitzen) sowie Bernstein-Perlen in zahlreichen Formen (vor allem doppelaxtförmig, aber auch scheiben- walzen-, keulen- oder zylinderförmig). Die Skelettreste waren für eingehende Untersuchungen zu schlecht erhalten. Anhand der Schädelreste konnte lediglich festgestellt werden, dass es sich um mindestens zwei Bestattete handelte.

#### Eisenzeitliche Reste
Im südwestlichen Teil der Hügelschüttung wurden kurz unterhalb der Oberfläche geringe Reste einer Nachbestattung der vorrömischen Eisenzeit gefunden. Es handelte sich hierbei um einige Rand- und Wandungsscherben eines Keramik-Gefäßes und um Reste von Leichenbrand.

#### Slawische Nachbestattungen
An erhöhter Stelle wurde etwa in der Mitte der Hügelschüttung ein zweiter Steinkreis entdeckt, der zwei slawische Bestattungen umschloss. Bei diesen handelte es sich um ost-westlich orientierte Körpergräber, die kurz unter der Hügeloberfläche angelegt worden waren. Grab 1 lag direkt über der jungsteinzeitlichen Grabkammer, Grab 2 etwa 1 m südwestlich davon. Die beiden Grabgruben waren mit rechteckigen Steinsetzungen eingefasst. Die Toten lagen in gestreckter Rückenlage. Die Erhaltung der Skelette war relativ schlecht. Die Brustbereiche waren weitgehend vergangen, die Hand- und Fußknochen ebenso. Das Skelett in Grab 2 wies eine stark verbogene Wirbelsäule und einen nach links gedrehten Kopf auf. In Grab 1 wurden als Beigaben ein eisernes Messer, ein Feuerstahl, ein bronzener Beschlag einer Messerscheide, ein Bronzering, ein bronzenes Rasiermesser und eine Keramikschale gefunden. Grab 2 enthielt lediglich ein eisernes Messer und einen bronzenen Scheidenbeschlag. Außerhalb der beiden Gräber wurden noch ein weiteres Eisenmesser mit bronzenem Scheidenbeschlag, eine zerscherbte Keramikschale und ein Knopfdeckel gefunden. Bei allen drei Messern haben sich in der Korrosionsschicht Abdrücke von organischem Gewebe, wahrscheinlich die Kleidung der Toten, erhalten. Eine Untersuchung ergab, dass sie von Wollfasern stammten. Auf dem Feuerstahl hatten sich Abdrücke von Leinwand erhalten.

### Zerstörte Gräber

#### Grab 1
Grab 1 besaß eine Grabkammer vom Typ Großdolmen, die von einem Rollsteinhügel ummantelt war. Zur Orientierung und den Maßen der Anlage liegen keine Angaben vor.

#### Grab 2
Grab 2 besaß eine Grabkammer vom Typ Großdolmen, die ebenfalls von einem Rollsteinhügel ummantelt war. Zur Orientierung und den Maßen der Anlage liegen keine Angaben vor.

#### Grab 3
Grab 3 besaß eine Grabkammer vom Typ Großdolmen, die von einer runden Hügelschüttung mit kreisförmiger steinerner Umfassung umschlossen war. Zur Orientierung und den Maßen der Anlage liegen keine Angaben vor.

#### Grab 4
Grab 4 besaß eine Grabkammer vom Typ Großdolmen, die in einem trapezförmigen Hünenbett lag. Zur Orientierung und den Maßen der Anlage liegen keine Angaben vor.